# Samga
 Samga è un comune del Ciad situato nel dipartimento di Mayo-Boneye, provincia di Mayo-Kebbi Est.